# TD-1A
TD-1A (Thor-Delta 1A) — астрофизический спутник, запущенный 12 марта 1972 года ракетой-носителем Дельта-N c космодрома Ванденберг. Это был первый европейский астрономический спутник. Он управлялся Европейской организацией космический исследований и производил астрономические наблюдения ультрафиолетового, рентгеновского и гамма-излучения. 
ТД-1А был назван в честь серии ракет Тор-Дельта.

## Цели
Научная миссия спутника была разделена на две основные категории: пять экспериментов проводили сканирование неба в ультрафиолетовом, рентгеновском и гамма- излучениях, а также на предмет наличия и тяжёлых ядер; два других эксперимента были направлены на наблюдение Солнца в рентгеновском и гамма-диапазонах. 

## Конструкция
TD-1A имел прямоугольную конструкцию и состоял из нижнего отсека, содержащего подсистемы космического корабля, и верхнего отсека, в котором находились научные инструменты. Он имел поперечное сечение 1 на 0,9 м и высоту 2,2 м; его масса составляла 473 кг, включая 120 кг инструментов. Спутник представлял собой платформу с трёхосной стабилизацией, ось x всегда направлена в центр Солнца с точностью до 1 угловой минуты. Спутник вращался вокруг этой оси с постоянной скоростью 1 оборот на виток во время нормальной работы, когда для стабилизации использовались солнечные датчики.
Среди полезной нагрузки были следующие инструменты:
- ультрафиолетовый телескоп Университетского колледжа Лондона с аппретурой 1,4 метра, работающий в диапазоне 135 до 255 нм[5]
- Решетчатый спектрометр Утрехтского университета с телескопом системы Кассегрена аппертурой 26 см. Диапазон работы инструмента лежал в ультрафиолетовой области при 216, 255 и 286 нм
- Спектрометр первичных заряженных частиц, разработанный Центром ядерных исследований Сакле, использовался для измерения зарядовых спектров.
- два щелевых коллиматора и пропорциональный счетчик рентгеновского излучения. Из-за неисправности кодировщика эксперимент проводился только во второй части миссии.
- комплекс сцинтилляторов и фотоумножителей Миланского университета
- сцинтилляционный счетчик для регистрации жесткого рентгеновского излучения, испускаемого Солнцем
- искровая камера для обнаружения гамма-лучей

## Результаты
На TD-1A периодически возникали проблемы с бортовым магнитофоном, который использовался для хранения данных, однако неисправность была не постоянной и это позволило завершить миссию космического корабля.
TD-1A проработал двадцать шесть месяцев, выполнив два полных обзора неба и примерно половину третьего сканирования. Поддерживая постоянную ориентацию на Солнце, TD-1A мог сканировать тонкую полосу неба на каждой орбите, а движение Земли вокруг Солнца позволяло ему сканировать все небо в течение шести месяцев.
Он измерил абсолютное распределение ультрафиолетового излучения от точечных источников до 10-й визуальной звездной величины для не открытых ранних B-звезд.
В мае 1974 года TD-1A прекратил работу, когда его система ориентации исчерпала всё оставшееся топливо, в результате чего он не смог сохранять верное положение систем. 9 января 1980 года спутник вошел в плотные слои атмосферы.